# Simonini Moto
Simonini Moto fou una empresa italiana fabricant de motocicletes amb seu a Maranello, prop de Mòdena, que tingué activitat entre el 1970 i el 1983. Fundada per Enzo Simonini, l'empresa va produir principalment motocicletes de motocròs i enduro de petita i mitjana cilindrada.

## Història

### Els inicis d'Enzo Simonini
Nascut a Bomporto, al nord de la província de Mòdena, Enzo Simonini va fer les seves primeres preparacions de motocicletes de jove, a començaments de la dècada del 1960, tot adaptant el seu ciclomotor per a circular-hi per camins rurals. Gràcies als seus coneixements de mecànica, apresos a la FIAT Trattori de Mòdena on treballava, va millorar-ne el motor amb l'ajuda d'uns amics i l'èxit obtingut va fer que decidís de dedicar-se professionalment a aquesta activitat. Tot seguit va plegar de la FIAT i va estrenar el seu petit negoci en una habitació de la casa familiar, a Bomporto.
Inicialment, Simonini simplement preparava els ciclomotors dels seus clients, fins que va crear i comercialitzar uns "kits" de transformació que li reportaren bona reputació. Els seus kits incloïen peces especials que augmentaven la potència del motor i que l'usuari podia muntar fàcilment al seu vehicle. Un dels més populars constava d'un pistó especial, un cilindre amb aletes augmentades per a una millor dissipació de la calor i un silenciador d'expansió especial que milloraven molt el rendiment dels motors Minarelli de 50 cc, fins al punt de proporcionar-los 10 CV addicionals. Enzo Simonini desenvolupava també millores per als embragatges i caixes de canvis de cinc velocitats. Més tard, va treballar també l'apartat del xassís amb l'objectiu d'alleugerir les motocicletes tot adoptant parafangs i dipòsits de fibra de vidre i altres components en materials lleugers i robustos.
A començaments de la dècada del 1970, Simonini va traslladar la seva empresa a una nova fàbrica de Torre Maina (una frazione de Maranello). Allà va desenvolupar una motocicleta de motocròs de 50 cc amb xassís de disseny i construcció propis equipada amb un motor Sachs millorat per ell, un model que va sortir al mercat el 1971 i va resultar ser el més potent i lleuger de l'època dins la seva cilindrada. Més tard en va construir un altre de 125 cc amb un bastidor similar, també amb motor Sachs. Pilots com ara Oliviero Incerti, Giuseppe Fazioli i Tommaso Lolli van obtenir diversos èxits amb aquestes motos, tant a Itàlia com a l'estranger. El 1974, treballant encara de forma artesanal, Simonini va llançar tres nous models millorats de motocròs: un de 50 cc amb motor Kreidler i dos més de 125 i 250 cc amb motors experimentals de construcció pròpia.

### L'associació amb Fornetti
Com que la demanda superava la seva capacitat de producció, a començaments de 1975 Simonini s'associà amb Franco Fornetti, propietari d'una indústria hidràulica a Maranello. La producció de les motocicletes es traslladà llavors a unes noves instal·lacions en aquesta població, ocupades antigament per una fàbrica tèxtil. Al Salone del Ciclo e Motociclo de Milà d'aquell mateix novembre es presentaren els nous models de 50 cc de motocròs i enduro, equipats amb motors Sachs i Kreidler i nous bastidors. L'empresa llançà també al mercat la Hard Race de motocròs de 125 cc, disponible amb motor Sachs millorat o amb motor Simonini i la Shadow 250 d'enduro, amb motor Sachs de set velocitats. En l'àmbit esportiu, la marca aconseguí el campionat d'Itàlia de motocròs en categoria cadets amb Giuseppe Fazioli.

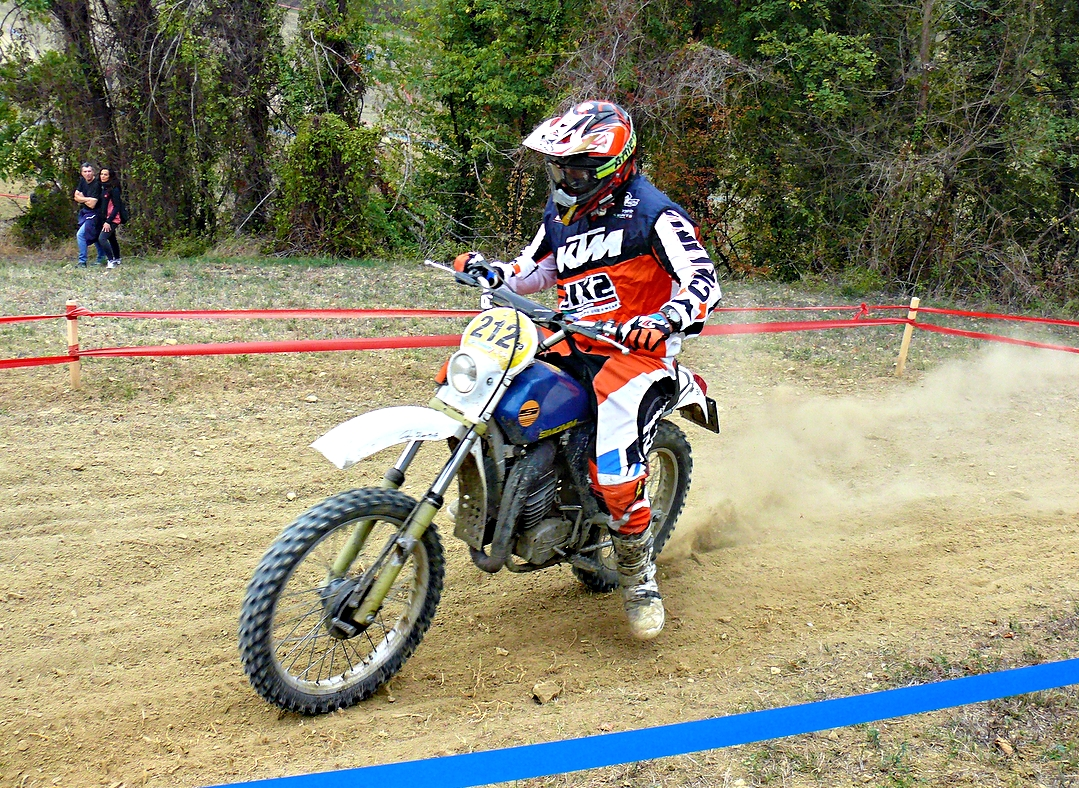
Una Simonini 125 de finals dels 70 en un enduro "vintage" a Itàlia el 2017

L'entrada de la família Fornetti a la societat va provocar una reorganització de la feina. Enzo Simonini s'encarregava de la gestió tècnica i de les activitats esportives i els Fornetti, de la part comercial. Al cap d'uns anys, les creixents desavinences entre ambdós socis, especialment per les diferents visions del negoci, van fer que Enzo Simonini abandonés l'empresa. Simonini Moto va restar en actiu com a propietària de la marca i el tècnic va tornar a la seva activitat original, la producció de kits i silenciadors a la seva fàbrica artesanal de Torre Maina. Enzo Simonini continuava actiu a començaments del segle xxi, ara produint, a més dels accessoris per a motocicleta, una gamma de motors d'avioneta de 20 a 208 CV.
La família Fornetti va contractar aleshores com a director tècnic el jove enginyer neerlandès Jan Witteven, que ja havia treballat abans com a consultor extern per a la companyia, mentre que Giuseppe Fazioli i Giuseppe Andreani passaren a ser els seus pilots de proves. Witteven va crear la Mustang 125 de motocròs, que substituïa la Hard Race i duia també un motor Sachs de set velocitats. Amb aquesta moto, els pilots Mori i Sergio Franco van aconseguir diversos èxits en curses del campionat d'Itàlia. Durant les temporades de 1976 i 1977, Simonini va mantenir un equip oficial al Campionat del Món de motocròs de 125cc format per Sergio Franco i el britànic Andy Ainsworth. Al mateix temps, els membres d'un equip suec van pilotar les Simonini als ISDT de 1977, a Považská Bystrica, Eslovàquia. Paral·lelament, l'empresa seguia desenvolupant un nou model amb motor Simonini de 125 cc, que es va comercialitzar a finals de 1977 en versions de motocròs i enduro. La moto va guanyar el campionat Italià de motocròs Júnior a mans de Franco Perfini aquell any. D'aquesta 125 se'n derivà una versió de 250 cc.
Al Saló de l'Automòbil de Bolonya de 1978, Simonini va presentar dues novetats: una moto de carretera carenada de 125 cc, anomenada U. Masetti 125 SS, i una de moto-alpinisme anomenada Diamond. Aquell any i el següent, Simonini va destacar al campionat d'Itàlia de motocròs amb els pilots Magarotto, Giuseppe Andreani (campió d'Itàlia júnior el 1978) i Franco Perfini (campió de 125cc el 1978). Van ser les darreres victòries de la marca, ja que ben aviat el mercat italià de la motocicleta va entrar en crisi i Simonini, juntament amb nombroses altres marques semi-artesanals, va haver de plegar. La producció de motocicletes es va aturar definitivament el 1983.

## Models produïts
Font:
- Cross 50, amb motor Sachs (1971) i Kreidler (1974)
- Cross 50 SF1, amb motor Sachs de 12 CV a 12.000 rpm i 6 velocitats (1975-1977)
- Cross 125 i Cross 250 (1974)
- Diamond, de moto-alpinisme (1978)
- Hard Race, de motocròs, amb motor Sachs de 125 cc (1975)
- Long Range, d'enduro, amb motor Sachs de 125 cc (1975)
- Masetti 125 SS, de carretera
- Mustang, de motocròs, amb motor Sachs de 125 cc (1976)
- Shadow, d'enduro, amb motor Sachs de 250 cc i 7 velocitats (1975)
- SS1 sport, també coneguda com a "U. Masetti", de carretera (1978)